# Прапор Радехівського району
Пра́пор Раде́хівського райо́ну — офіційний символ Радехівського району Львівської області, затверджений 28 жовтня 2003 року рішенням сесії Радехівської районної ради. Автор проєкту — А. Б. Гречило.

## Опис
Прапор являє собою прямокутне полотнище зі співвідношенням сторін 2:3, на якому розташовано прямий жовтий хрест шириною ⅛ прапора. Він розділяє полотнище на чотири рівновеликі поля: червоні біля древка та зелені з протилежного краю. На верхніх полях розміщено по білому ромбу, на нижніх зображено по жовтому снопу.